# Echo (Iru Khechanovi)
Echo è un singolo della cantante georgiana Iru Khechanovi, pubblicato il 17 marzo 2023.

## Promozione
Il 2 febbraio 2023 il pubblico georgiano ha scelto Iru Khechanovi come vincitrice della quinta edizione del talent show The Voice Georgia, dandole anche la possibilità di rappresentare la Georgia all'Eurovision Song Contest 2023 a Liverpool. Per il suo brano eurovisivo Iru ha lavorato con Giorgi "Giga" Kukhianidze, già autore di varie proposte georgiane per il Junior Eurovision Song Contest, fra cui le due canzoni vincitrici del 2011 e del 2016. Il 13 marzo 2023 è stato confermato che Iru avrebbe cantato Echo a Liverpool. Il brano è stato presentato sul canale YouTube della manifestazione europea il 16 marzo e pubblicato in digitale il giorno successivo. Nel maggio successivo si è esibita durante la seconda semifinale della manifestazione europea, senza però qualificarsi per la finale.

## Tracce
Testi di Beni Kadagidze e Iru Khechanovi, musiche di Giorgi Kukhianidze.
1. Echo – 3:02